# LibreOffice Writer

LibreOffice-Writer-Logo

LibreOffice Writer ist ein kostenloses Textbearbeitungsprogramm und Teil des LibreOffice-Softwarepakets. Das Programm ähnelt Microsoft Word, mit ähnlichen Funktionalität und Dateiformatkompatibilitäten. LibreOffice Writer wird unter der Mozilla Public License v2.0 veröffentlicht.
LibreOffice Writer kann auf einer Vielzahl von Plattformen verwendet werden (z. B. Microsoft Windows, Linux, Mac OS X …).

## Funktionen
- Das Programm kann viele unterschiedliche Formate öffnen und speichern (z. B. DOC, DOCX, RTF, XHTML …). Das Standard-Speicherformat ist ODT.[3]
- LibreOffice Writer enthält eine Rechtschreib- und Grammatikprüfung[4]
- Eingebaute Zeichenwerkzeuge
- Eingebaute Berechnungsfunktionen
- Eingebauter Gleichungseditor
- Dateien im PDF-Format exportieren[5]
- Hybrid-PDF generieren
- Ausfüllbares PDF-Formular erstellen[6]
- Es ist möglich, PDF-Dateien zu importieren und zu bearbeiten
- LibreOffice Writer kann Dokumente signieren und verschlüsseln[7]